# Cyperus zanzibarensis
Cyperus zanzibarensis är en halvgräsart som beskrevs av Charles Baron Clarke. Cyperus zanzibarensis ingår i släktet papyrusar, och familjen halvgräs. Inga underarter finns listade i Catalogue of Life.